# Tyterskär

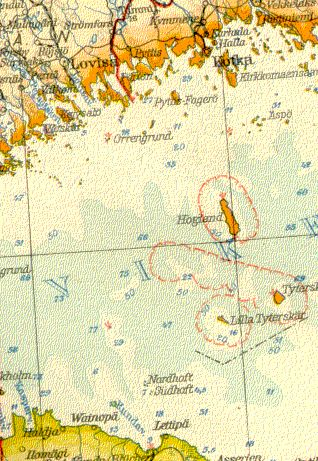
Tyterskärs läge i Finska viken 20 kilometer sydsydost om den ryska ön Hogland. Karta från 1926.

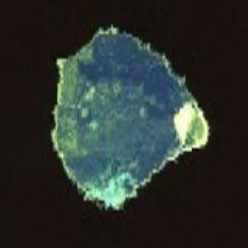

Tyterskär (äldre namnet Tytterskär; finska: Tytärsaari; ryska: Большой Тютерс, Bolsjoj Tiuters, eller Kolari; estniska: Suur Tütarsaar, tyska: Groß Tütters) är en liten rysk utö i Finska viken. Öns storlek uppgår till 8,3 km² och den befinner sig ca 75 km söder om staden Kotka i Finland.
Tyterskären är ett samlingsnamn för Tyterskär och Lill-Tyterskär.

## Historia
Före vinterkriget var ön finländsk och administrativt utgjorde den en kommun inom Viborgs län, Kymmene domsaga och härad. Tyterskär utgjorde en egen församling under Fredrikshamns kontrakt i Nyslotts stift. År 1918 hade ön 520 invånare, vilka var finsktalande.
Efter vinterkriget överläts ön till Sovjetunionen, i enlighet med Moskvafreden 1940, och befolkningen evakuerades till det finländska fastlandet. Ön erövrades i januari 1942 av tyska trupper som höll den till 1944. I Parisfreden 1947 bekräftades att ön överlåtits till Sovjetunionen.

## Geografi
Tyterskär är rundaktig till formen och befinner sig i östra Finska viken, cirka 75 km söder om staden Kotka i Finland och 20 km sydsydost om Hogland. Dess yta uppgår till 8,3 km². Ön har ett lågvuxet bestånd av barrträd och längs den östra stranden finns ett brett drivsandsområde som sakta rör sig mot väster. Ca 15 km västsydväst om Tyterskär finns en ensam ö, Lilla Tyterskär (äldre namn även Säyvö och Säfwisholm, på finska Pien-Tytärsaari).

## Livet på ön
Tyterskär hade en folkskola samt en träkyrka från år 1772. Både Meteorologiska institutet och Sjöbevakningen hade observationsstationer på ön. På öns nordvästra del fanns Tyterskärs fyr, som hade konstruerats 1904.
Tyterskärsbornas inkomstkällor var fiske och sälfångst. Man exporterade strömming, sältran och sälskinn. Man reste till marknader i Estland där man bytte till sig varor, till exempel saltströmming mot spannmål.

## Kommunvapnet
Kommunvapnet blev klart 1992 och det föreställer Tyterskärsfyrens övre del. Vapnets bakgrund är blå och fyren vit.